# Polypore du mûrier
Polyporus alveolaris
Espèce
Le Polypore du mûrier (Polyporus alveolaris) est un champignon agaricomycète de la famille des Polyporaceae et du genre Polyporus.

## Distribution
Largement répandu en Amérique du Nord, on le rencontre aussi en Europe (Portugal, Italie, Tchéquie), Asie et Australie.

## Habitat
Bois mort (saprophytisme) sur les genres Acer, Castanea, Cornus, Corylus, Cratageus, Erica, Fagus, Fraxinus, Juglans, Magnolia, Morus, Populus, Pyrus, Robinia, Quercus, Syringa, Tilia et Ulmus.

## Taxonomie
En 1815 Augustin Pyramus de Candolle le décrit pour la première fois sous le nom Merulius alveolaris ; en 1821 Elias Magnus Fries le nomme Cantharellus alveolaris et en 1941, il est transféré dans le genre Polyporus par Appollinaris Semenovich Bondartsev et Rolf Singer.

### Synonymie
Selon BioLib (16 déc. 2015) :
- Boletus mori (Pollini) Pollini
- Cantharellus alveolaris (DC.) Fr.
- Daedalea broussonetiae Cappelli
- Favolus canadensis Klotzsch
- Favolus kauffmanii Lloyd
- Favolus mori (Pollini) Fr.
- Favolus peponinus Lloyd
- Favolus striatulus Ellis & Everh.
- Favolus whetstonei Lloyd
- Hexagonia alveolaris (DC.) Murrill

L'espèce orthographiée Polyporus alveolarius (Bosc : Fr.) Fr. est signalée en France sans localisation précise.